# Того на Светском првенству у атлетици на отвореном 2022.
Того је на 18. Светском првенству у атлетици на отвореном 2022. одржаном у Јуџину  од 15. јула до 25. јула учествовао осамнаести пут, односно учествовао је на свим првенствима до данас. Представљала га је једна атлетичарка која се такмичила у трци на 100 метара препооне.,
На овом првенству такмичарка Тогоа није освојила ниједну медаљу нити је остварила неки резултат.

## Учесници
Жене:
- Наоми Акакпо — 100 м препоне

## Резултати

### Жене
| Атлетичарка  | Дисциплина    | Лични рекорд | Квалификације | Квалификације | Полуфинале            | Полуфинале            | Финале                | Финале       | Детаљи |
| Атлетичарка  | Дисциплина    | Лични рекорд | Резултат      | Место         | Резултат              | Место                 | Резултат              | Место        | Детаљи |
| ------------ | ------------- | ------------ | ------------- | ------------- | --------------------- | --------------------- | --------------------- | ------------ | ------ |
| Наоми Акакпо | 100 м препоне | 13,60        | 13,64         | 6. у гр. 2    | Није се квалификовала | Није се квалификовала | Није се квалификовала | 36 / 38 (42) |        |